# Споменик природе Шам-дуд
Споменик природе Шам-дуд је законом заштићено стабло црног дуда (Morus nigra) које расте у порти манастира Пећка патријаршија. Први пут заштићен је 1957. године.

## Историја
Основно дебло висине је преко 8 м, а старост му се процењује на око 750 година. Половином 20. века, за време једне олује, гром је ударио у стабло и преполовио га. Две гране су полегле по земљи и ожилиле се, а из њих су израсле нове крошње. Расцепљеност дуда се описује у новинама још 1938, где се окренутости грана на исток и запад приписује симболика подељене хришћанске цркве. За Шам-дуд се верује да је најстарији црни дуд у Европи. Стабло је у добром стању, још увек плодоноси, а његови плодови и листови се прикупљају.

## Предање
Верује се да га је посадио архиепископ Сава Други, синовац Светог Саве, половином 13. века. Он је садницу дуда донео из покрајине Шам у данашњој Сирији. Одатле и потиче његово име Шам-дуд. Такође се верује да је баш испод овог дуда Арсеније Чарнојевић 1690. године сазвао сабор на коме је одлучено да српски народ крене у велику сеобу према Војводини. 

## Решење - акт о оснивању
Одлука о заштити споменика природе Шам - дуд -  02 бр. 21/148 - СО Пећ. Службени гласник РС број 16/1995.